# Sigurnosna matica
Sigurnosna matica, samoosiguravajuća šesterostrana matica ili elastični prsten u matici (eng. Locknut) ima umetak od stakloplastike (ponekad i fiberglas) ili od specijalne plastične mase i čvrsto je usađen u čeličnu maticu. Pri stezanju stišće se između navoja vijka i tako elastično koči maticu. Istovremeno djeluje kao brtva, i k tome još štiti navoj od vlage. U novije vrijeme podmeću se elestične ploče od plastike i kombinirane ploče čelik - umjetna guma.

## Dijelovi za osiguranje vijčanih spojeva
Iz uvjeta za samokočnost može se izračunati da su vijčani spojevi samokočni i pri razmjerno malim vrijednostima koeficijenata trenja. Tako su na primjer vijci s metričkim navojem, čije su veličine kuta uspona oko 2,5°, samokočni sve dok je μ = tg ρ’ = 0,044. Taj je uvjet osiguran pri mirnom opterećenju, pa se pri tome vijčani spojevi ne mogu olabaviti sami od sebe. 
Međutim, pri udarnim i titrajnim opterećenjima to svojstvo ne predstavlja dovoljno osiguranje od odvrtanja, jer tada često nastaju deformacije dijelova vijčanih spojeva, koje imaju za posljedicu slabljenje steznih sila i time trenja. Zbog toga se vijci koji su izloženi takvim opterećenjima posebno osiguravaju. Glavni je cilj osiguranja da se spriječi odvrtanje i gubitak matice. Radi toga povećava se u spoju moment trenja koji se suprotstavlja tom odvrtanju silom, ili se primjenjuju dijelovi posebnih oblika koji onda onemogućavaju relativno pomicanje matice. Prema načinu osiguranja ti se strojni dijelovi dijele na dijelove za osiguranje vijčanih spojeva silom i osiguranja oblikom. Takvih je dijelova vrlo mnogo.

### Dijelovi za osiguranje vijčanih spojeva silom
Veličina trenja u vijčanom spoju posljedica je uzdužne (aksijalne) sile u vijku stvorene stezanjem. Izmjenična i udarna opterećenja vijčanog spoja smanjuju tu silu, a prema tome i trenje. Elastični prsteni, elastične ploče i zupčaste ploče stavljaju se ispod glave vijka ili matice. One osiguravaju aksijalnim opružnim djelovanjem i povisuju moment odvrtanja. Ovamo spadaju i rebrasti tanjurasti osigurači (takozvani Schnoor osigurači) i elastični prsteni (prstenaste opruge) sa zaštitnim obodom.
Prstenaste rasječene elastične podloške (takozvani Growerovi prstenovi) sprečavaju odvrtanje matice (ili vijka kad se nalaze pod njegovom glavom) time što svojim opruženjem elastično tlače dosjedne površine, i na taj način ne dopuštaju smanjenje aksijalne sile u vijku. Te se podloške izrađuju od čelika za opruge, kale se i popuštaju. Na sličan način djeluju zupčaste i lepezaste podloške, a one se također izrađuju od čelika za opruge. 
Samoosiguravajuće šesterostrane matice ili elastični prsten u matici (takozvana Elastic Stop matica) izrađen je od stakloplastike (fibera) ili od specijalne plastične mase i čvrsto je usađen. Pri stezanju stišće se između navoja vijka i tako elastično koči maticu. Istovremeno djeluje kao brtva, i k tome još štiti navoj od vlage. U novije vrijeme podmeću se elestične ploče od plastike i kombinirane ploče čelik - umjetna guma. 
Jedan od najjednostavnijih načina osiguranja vijčanih spojeva je stavljanje protumatice (kontramatice). Pri tome visina p protumatice mora biti veća od visine m matice, jer protumatica preuzima uzdužnu silu u vijku, dok matica osigurava pa zbog toga može imati manju visinu. Normalna visina protumatice iznosi prema standardu 0,8∙d (d je nazivni promjer matice).
Za osiguranje vijčanih spojeva silom primjenjuje se i dijelovi za stvaranje radijalnog ili radijalnog i aksijalnog tlaka navoja matice na navoj vijka. Postoje mnoge različite izvedbe. Kod vibrirajućeg opterećenja vijčanog spoja, što je česti slučaj u strojarstvu, pouzdane su takozvane samokočne matice. Tako na primjer četvrtasta matica s konkavnom dosjednom površinom i prorezom deformira se stezanjem, tako da njen navoj tlači na navoj vijka radijalno i aksijalno. Protumatica dvodijelne matice stvara te tlakove s pomoću površina na kojima se dodiruje s maticom. Matice za osiguranje, izrađene od opružnog čelika, pritežu se kao protumatice.
Plastične mase u tekućem stanju (prije otvrdnjenja) upotrebljavaju se u novije vrijeme za osiguranje vijčanih spojeva silom, tako da se pusti da djelovanjem kapilarnosti prodru među površine unutrašnjeg i vanjskog navoja i da se nakon toga očvrsnu (na promjer Loctite). Prednost takvog osiguranja ujedno je i brtvljenje spoja.

### Dijelovi za osiguranje vijčanih spojeva oblikom
Za ta osiguranja mogu se upotrijebiti i zatici, ali obično za to služe rascjepke (zavlake), podložnice s produžecima ili pločice s jezičcima. Rascjepka je obično od čelične žice promjera, uzdužno napola presiječena. Ona se provlači kroz struk vijka, ili kroz struk i maticu, pa se s druge strane izvučeni krajevi račvasto rašire. 
Obične podloške za osiguranje vijčanih spojeva jesu čelične pločice koje imaju jedan produžetak (nos), katkada mogu imati i dva. Nakon podmetanja pod maticu (ili pod glavu vijka) i stezanja spoja, taj se produžetak savije uz brid spojenog dijela, a rub podloške uz jednu stranu matice ili glave vijka. 
Prednost osiguranja vijčanih spojeva rascjepkama i podloškama s produžecima jest u njihovoj jednostavnosti. Njihov nedostatak je u tome što ne dopuštaju točno (fino) podešavanje položaja matice.
Ako se želi samo spriječiti gubitak matice, može se jednostavno malo raskovati kraj vijka iznad matice, ili upotrijebiti zavlaku. 